# Paradas
Paradas é um município da Espanha na província de Sevilha, comunidade autónoma da Andaluzia, de área 110,60 km² com população de 6990 habitantes (2007) e densidade populacional de 64,76 hab/km².

## Demografia
| Variação demográfica do município entre 1991 e 2004 | Variação demográfica do município entre 1991 e 2004 | Variação demográfica do município entre 1991 e 2004 | Variação demográfica do município entre 1991 e 2004 |
| --------------------------------------------------- | --------------------------------------------------- | --------------------------------------------------- | --------------------------------------------------- |
| 1991                                                | 1996                                                | 2001                                                | 2004                                                |
| 7127                                                | 7014                                                | 7040                                                | 7078                                                |